# Czynnik normujący
Czynnik normujący – w pierścieniu Euklidesa dla danego elementu o niezerowej normie element dający w iloczynie element o normie jednostkowej.

## Przykłady
- W ciele liczb rzeczywistych z wartością bezwzględną jako normą czynnikiem normującym dowolnego niezerowego elementu jest jego odwrotność.
- W ciele liczb zespolonych z modułem jako normą czynnikiem normującym {\displaystyle 1+i} jest {\displaystyle {\tfrac {1}{\sqrt {2}}},} gdyż {\displaystyle \left|{\tfrac {1}{\sqrt {2}}}(1+i)\right|=1.}
- W pierścieniu wielomianów (o normie równej liczbie przy najwyższym stopniem współczynniku) czynnikiem normującym wielomianu {\displaystyle 5x2+4x+3} jest {\displaystyle {\tfrac {1}{5}},} gdyż {\displaystyle {\tfrac {5}{5}}x^{2}+{\tfrac {4}{5}}x+{\tfrac {3}{5}}} jest wielomianem unormowanym.